# Marion (Carolina del Sud)
Marion és una població dels Estats Units a l'estat de Carolina del Sud. Segons el cens del 2000 tenia 7.042 habitants.

## Demografia
Segons el cens del 2000, Marion tenia 7.042 habitants, 2.765 habitatges i 1.913 famílies. La densitat de població era de 627,9 habitants/km².
Dels 2.765 habitatges en un 31,5% hi vivien nens de menys de 18 anys, en un 34,9% hi vivien parelles casades, en un 30% dones solteres, i en un 30,8% no eren unitats familiars. En el 28% dels habitatges hi vivien persones soles el 12,7% de les quals corresponia a persones de 65 anys o més que vivien soles. El nombre mitjà de persones vivint en cada habitatge era de 2,54 i el nombre mitjà de persones que vivien en cada família era de 3,11.
Per edats la població es repartia de la següent manera: un 29,2% tenia menys de 18 anys, un 9,5% entre 18 i 24, un 24,9% entre 25 i 44, un 21,5% de 45 a 60 i un 14,9% 65 anys o més.
L'edat mediana era de 35 anys. Per cada 100 dones de 18 o més anys hi havia 69,6 homes.
La renda mediana per habitatge era de 24.265$ i la renda mediana per família de 31.844$. Els homes tenien una renda mediana de 26.917$ mentre que les dones 21.667$. La renda per capita de la població era de 16.551$. Entorn del 23,1% de les famílies i el 27,4% de la població estaven per davall del llindar de pobresa.

## Poblacions més properes
El següent diagrama mostra les poblacions més properes.